# 約翰·萊納
約翰·萊納（英語：John Edward Lannan，1984年9月27日—）出生於紐約州的長堤（Long Beach），曾為美國職棒大聯盟的先發投手。

## 職業生涯
萊納是2005年大聯盟選秀會中被華盛頓國民於第11輪第324名選中的選手。萊納於2007年7月26日升上大聯盟首場先發面對費城費城人，於第5局時他連續對蔡斯·阿特利和萊恩·霍華德投出觸身球，而被裁判驅逐出場。萊納第2場先發是對辛辛那提紅人，他順利拿下大聯盟第1個勝投。8月6日，萊納第3場先發面對舊金山巨人，此時貝瑞·邦茲有機會打破和漢克·阿倫並列的755支全壘打的紀錄，不過22歲的萊納沒有讓邦茲擊出任何安打，總計4個打席，依序為飛球出局、保送、滾地球雙殺及三振，這場比賽最後是巨人在延長賽11局以3：2獲勝。總計萊納在2007年先發6場比賽，拿下2勝2敗及防禦率4.15的成績，在之後的2年總計投了385局及3.90的防禦率成績。
2010年球季，萊納為球隊的開幕戰先發投手，對手為費城費城人，但他表現不理想，投3.2局失5分。之後的兩週，他只投了13局就狂失38分，防禦率高達10.38，在6月21日被球隊下放至小聯盟。

## 外部連結
- 球員資訊和成績在MLB ，ESPN ，Retrosheet ，Baseball Reference ，Baseball Reference (Minors) ，Fangraphs ，The Baseball Cube （英文）